# Otitoma crokerensis
Otitoma crokerensis é uma espécie de gastrópode do gênero Otitoma, pertencente a família Pseudomelatomidae.